# Menander aldasi
Menander aldasi is een vlindersoort uit de familie van de prachtvlinders (Riodinidae), onderfamilie Riodininae.
Menander aldasi werd in 1995 beschreven door Hall, J & Willmott.